# Ставрополь (аеропорт)
Аеропорт Ставрополь-Шпаковське (рос. Аэропорт Ставрополь-Шпаковское, (IATA: STW, ICAO: URMT)) — аеропорт у Ставропольському краї, Росія розташовано за 13 км NE від Ставрополя.

## Характеристики
Аеропорт Ставрополь I класу, летовище — класу «B». Площа аеропорту становить 445 га. Обладнання аеропорту та злітна смуга, сертифікована для прийому літаків з низькорозташованими двигунами, що дозволяє приймати більшість типів повітряних суден. Для обслуговування середньомагістральних літаків передбачено 13 стоянкових місць.
Летовище здатно приймати літаки таких типів:
- Airbus A319, Airbus A320, ATR-72, BAe 146, Boeing 737, Boeing 757, Bombardier CRJ 100/200, SAAB-2000, Sukhoi Superjet 100, Ан-12, Ан-24, Ан-148, Іл-14, Іл-18, Іл-76, Ту-134, Ту-154, Ту-204, Ту-214, Як-40, Як-42 та більш легкі, а також гелікоптери всіх типів.

Класифікаційне число ЗПС (PCN) 29/R/B/X/T.
Пропускна спроможність аеропорту (розрахункова) 18 рейсів на добу, в тому числі 6 міжнародних рейсів. Пропускна здатність аеровокзального комплексу становить 350 осіб на годину (для міжнародних рейсів 130 пасажирів на годину та внутрішніх рейсів 170 пасажирів на годину). Потенційна пропускна здатність — 300 тисяч чоловік на рік (максимум пасажирообігу було досягнуто в 2015 році - 343 тисяч осіб)
Вантажний склад (об'ємом 2800 м³) за виробничими площами і технічною оснащеностю дозволяє обробляти до 35 тонн вантажу на добу.

## Авіалінії та напрямки, лютий 2021
| Авіакомпанія | Пункт призначення    |
| ------------ | -------------------- |
| Aeroflot     | Москва-Шереметьєво   |
| Азимут       | Ст Петербург         |
| S7 Airlines  | Москва–Домодєдово    |
| Utair        | Москва-Внуково, Сочі |

## Наземний транспорт
Маршрутні таксі № 120м та № 120а сполучають аеропорт з центром Ставрополя, залізничним вокзалом, центральним автовокзалом.